# Pedro Paulo Portocarrero
Pedro Paulo Portocarrero (Buenaventura, 13 de maio de 1977) é um ex-futebolista colombiano que atuava como defensor.

## Carreira
Pedro Paulo Portocarrero integrou a Seleção Colombiana de Futebol na Copa América de 1999.